# Doicești
Doicești est une commune du județ de Dâmbovița en Roumanie.